# Гаман
Гама́н (хамьян, карман) — мешочек из овчины или мошонки барана, женские — из ткани. Предназначались для хранения денег, различных мелких вещей, иногда гребёнки или табака.
Мужчины обычно носили на шее. Пристёгивать или пришивать гаман к рубахе стали в конце XIX века.
Женщины шили для себя гаманы из яркой ткани, иногда на подкладке. Его обычно прикрепляли к поясу, завязывавшемуся на талии, или подшивали с внутренней стороны юбки. Праздничные гаманы богато украшались. Девушки и молодые женщины старались сделать для себя праздничный гаман особенно нарядным.
Такого рода карманы были распространены по всей России. Термин же гаман был известен в Курской, Орловской, Калужской губерниях и в станицах Дона.